# Leschnewo (Iwanowo)
Leschnewo (russisch Ле́жнево) ist eine Siedlung städtischen Typs in der Oblast Iwanowo in Russland mit 8034 Einwohnern (Stand 14. Oktober 2010).

## Geographie
Der Ort liegt etwa 25 km Luftlinie südlich des Oblastverwaltungszentrums Iwanowo am rechten Uwod-Nebenfluss Uchtochma.
Leschnewo ist Verwaltungszentrum des Rajons Leschnewski sowie Sitz und einzige Ortschaft der Stadtgemeinde Leschnewskoje gorodskoje posselenije.

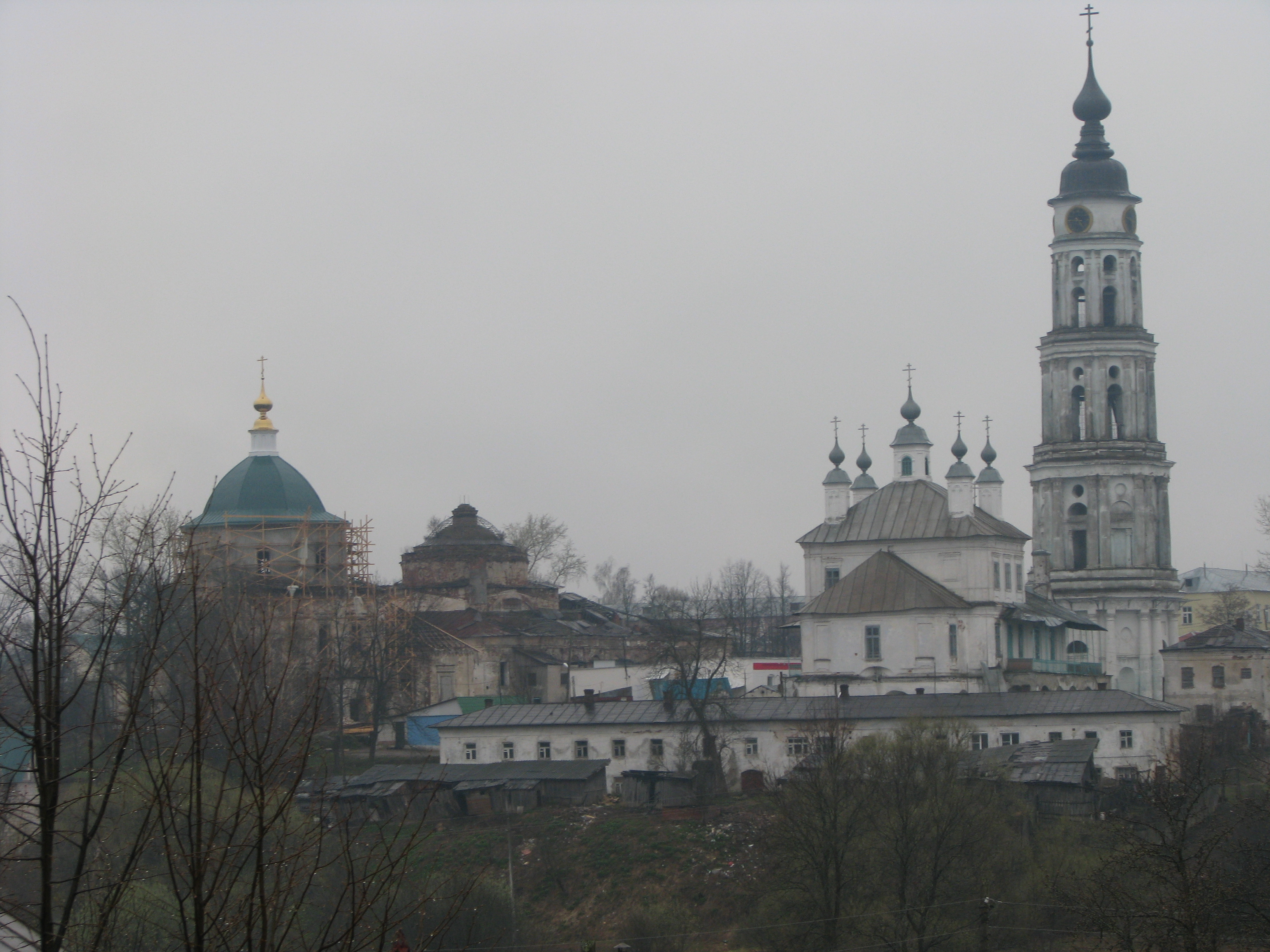
Dreifaltigkeits-und-Muttergottes-vom-Zeichen-Kirche
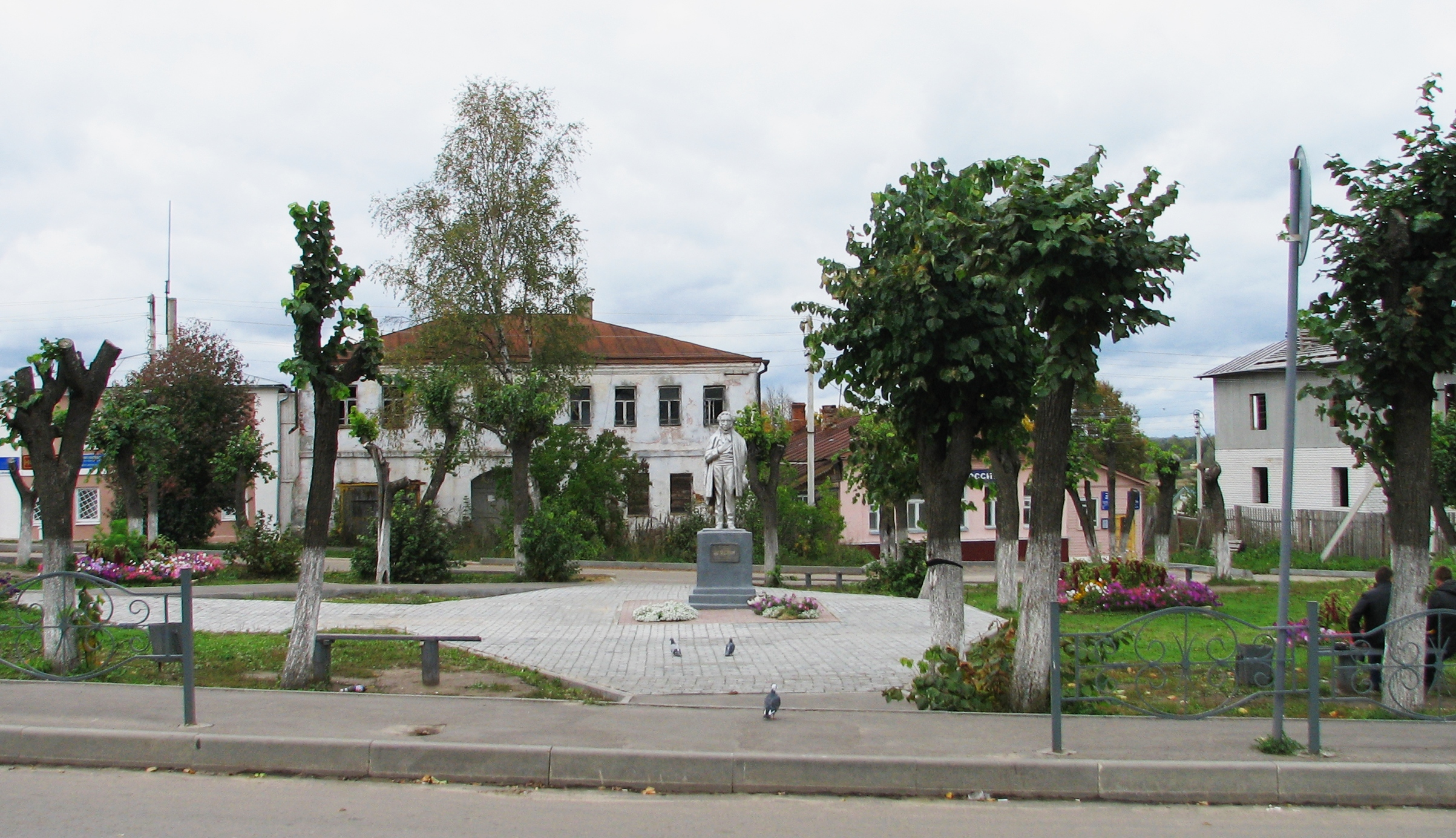
Sowetskaja-Platz mit Puschkin-Denkmal
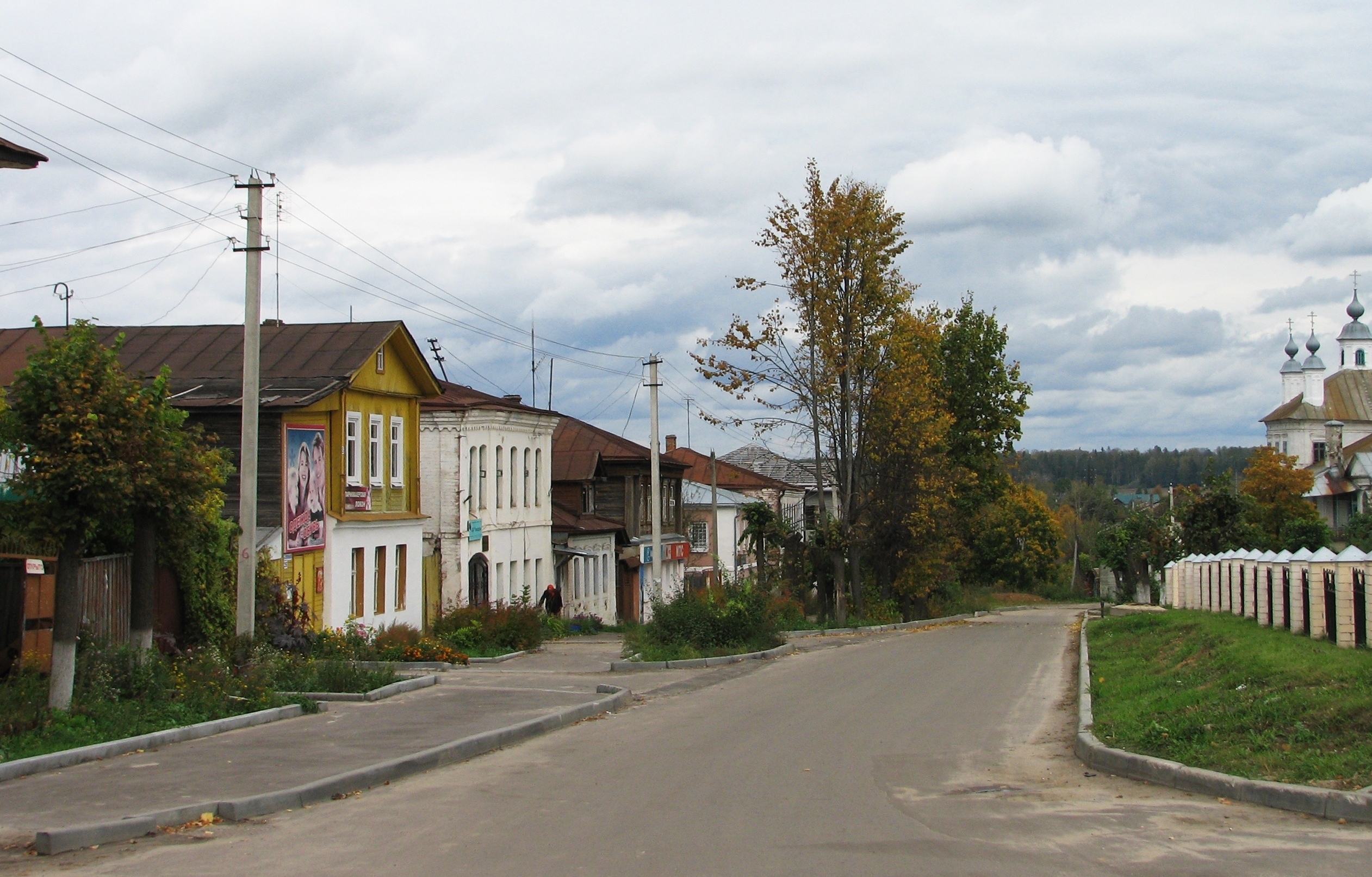
Straße in Leschnewo

## Geschichte
Der Ort wurde 1239 gegründet. Das Dorf gehörte zeitweilig Angehörigen des Adelsgeschlechts Dolgorukow, um 1600 Marija Starizkaja, der Witwe Magnus’ von Dänemark, und später den Vorfahren Alexander Puschkins.
1925 erhielt Leschnewo den Status einer Siedlung städtischen Typs. Am 1. Januar 1932 wurde es Verwaltungssitz des neu geschaffenen, nach ihm benannten Rajons.

### Bevölkerungsentwicklung
| Jahr | Einwohner |
| ---- | --------- |
| 1939 | 7.907     |
| 1959 | 10.139    |
| 1970 | 9.724     |
| 1979 | 8.788     |
| 1989 | 8.733     |
| 2002 | 8.314     |
| 2010 | 8.034     |

Anmerkung: Volkszählungsdaten

## Verkehr
Nordwestlich an Leschnewo vorbei verläuft die Zweigstrecke Wladimir – Iwanowo der föderalen Fernstraße M7 Wolga. Die nächstgelegenen Bahnstationen befinden sich in Iwanowo sowie gut 20 km nordwestlich in Teikowo an der Strecke (Alexandrow –) Kirschatsch – Iwanowo.